# Steelbath Suicide
Steelbath Suicide es el álbum debut de la banda sueca de melodic death metal Soilwork, lanzado en 1998. El primer lanzamiento incluye dos bonus tracks, en la versión japonesa, los cuales son "Disintegrated Skies" y "Burn," una versión de Deep Purple. Century Media relanzó el álbum en el año 2000 con una portada diferente y una versión en vivo de la canción "Sadistic Lullabye."
En este álbum, la banda toca un estilo en el cual se puede apreciar la influencia del verdadero  death metal sueco.

## Lista de canciones original
| N.º | Título                                         | Duración |  |
| 1.  | «Entering the Angel Diabolique» (Instrumental) | 2:25     |  |
| 2.  | «Sadistic Lullabye»                            | 2:55     |  |
| 3.  | «My Need»                                      | 3:42     |  |
| 4.  | «Skin After Skin»                              | 3:27     |  |
| 5.  | «Wings of Domain»                              | 3:19     |  |
| 6.  | «Steelbath Suicide»                            | 2:54     |  |
| 7.  | «In a Close Encounter»                         | 2:52     |  |
| 8.  | «Centro de Predominio»                         | 2:06     |  |
| 9.  | «Razorlives»                                   | 4:24     |  |
| 10. | «Demon in Veins»                               | 3:43     |  |
| 11. | «The Aardvark Trail»                           | 4:17     |  |

### Bonus tracks de la versión japonesa
| N.º | Título                     | Duración |  |
| 12. | «Disintegrated Skies»      | 3:59     |  |
| 13. | «Burn» (Deep Purple cover) | 5:44     |  |

### Bonus de la versión relanzada en el 2000
| N.º | Título                     | Duración |  |
| 12. | «Sadistic Lullabye (live)» | 2:49     |  |

### Bonus tracks de la versión relanzada en el 2008
| N.º | Título                                   | Duración |  |
| 12. | «Sadistic Lullabye (live @ Tilburg 99)»  | 3:16     |  |
| 13. | «The Aardvark Trail (live @ Tilburg 99)» | 4:56     |  |

## Créditos
- Björn "Speed" Strid – Voz (Deathgrowls)
- Peter Wichers – Guitarra
- Ludvig Svartz – Guitarra
- Carlos Del Olmo Holmberg – Teclados, Sintetizadores, Programación
- Ola Flink – Bajo
- Jimmy Persson – Batería

## Fechas de lanzamientos
| Región | Fecha              | Versión       |
| ------ | ------------------ | ------------- |
| Europa | 20 de mayo de 1998 | Original      |
| Europa | 2000               | Relanzamiento |
| Europa | 2008               | Relanzamiento |